# 임선영 (기업인)
임선영 (Sunyoung Ellie Lim, 1972년~)은 대한민국의 기업인이다. 현재 카카오 총괄 부사장이다.

## 활동
다음이 카카오와 합병되기 전 시절부터 온라인토론장 '아고라', 블로그들의 글로 뉴스를 만드는 '블로그뉴스', 독자들이 펀딩해 뉴스를 생산하는 '뉴스펀딩(현재의 스토리펀딩)' 등 주로 뉴스 플랫폼 변화를 이끌었다.

## 경력
1999년 인터넷 한겨레 뉴스팀 기자로 시작해 2004년 다음커뮤니케이션으로 이직했다. 그후 뉴스에디터, 미디어팀장, 플랫폼전략유닛장, 콘텐츠그룹장을 지냈다. 합병 후 2015년 카카오 미디어팀장을 거쳐 2016년 카카오 포털 부문 총괄 부사장이 됐다. 2019년 2월 25일 기준으로, 사의를 표명한 것으로 알려졌다.